# Ананьевский, Михаил Григорьевич
Михаил Григорьевич Ананьевский (22 ноября 1929, с. Липовка Лосевского р-на Воронежской обл., РСФСР, СССР — 18 марта 2024, Москва) — советский хозяйственный, государственный и политический деятель, заместитель председателя Госснаба СССР (1987—1990).

## Биография
Родился в 1929 году в селе Липовка Лосевского района Воронежской области
В 1952 году окончил Московский институт стали и сплавов. Член КПСС.
- 1952—1959 — помощник мастера, мастер, начальник смены прокатного стана № 1, обер-мастер стана «900» Златоустовского металлургического завода.

В 1959—1981 годах трудился на Череповецком металлургическом заводе имени 50-летия СССР:
- начальник смены,
- старший мастер стана «2000» листопрокатного цеха,
- начальник прокатного отделения цеха холодной прокатки листа,
- заместитель секретаря парткома завода,
- начальник сортопрокатного цеха,
- начальник производственного отдела завода,
- главный инженер,
- директор завода.

В 1973—1981 годах — директор Череповецкого металлургического завода имени 50-летия СССР.
В 1981—1987 годах — начальник отдела чёрной металлургии Госплана СССР.
В 1987—1990 годах — заместитель председателя Госснаба СССР.
Жил в Москве. Умер в марте 2024 года в возрасте 94 лет.

## Награды
- Орден Ленина
- Орден Октябрьской Революции
- Орден «Знак Почёта»
- Лауреат Ленинской премии — За создание принципиально новой системы станов для прокатки профилей высокой точности был в составе коллектива удостоен Ленинской премии 1980 года.
- Лауреат Государственной премии СССР —  За разработку высокоэффективных систем регулирования профиля валков и модернизацию листовых станов с целью увеличения их производительности, улучшения качества продукции и экономии металла был в составе коллектива удостоен Государственной премии СССР в области техники 1973 года.